# Crocozona croceifasciata
Crocozona croceifasciata is een vlindersoort uit de familie van de prachtvlinders (Riodinidae), onderfamilie Riodininae.
Crocozona croceifasciata werd in 1952 beschreven door Zikán, J.